# Batterie de Limeil
La batterie de Limeil, située à cheval sur les communes de Limeil-Brévannes et de Valenton dans le Val-de-Marne, est une ancienne batterie militaire construite à la fin des années en 1870 et occupée par l'armée jusqu'à la fin de la première moitié du XXe siècle. Le fort est ensuite devenu un centre de recherches du Commissariat à l'énergie atomique (CEA). Celui-ci ferma ses portes en 1999.
Abandonnée, la friche industrielle est acquise par les pompiers de Paris en 2006 où un centre de formation a été construit.

## Historique
En 1870, la France est en partie occupée par les armées prussiennes. À la suite de cette défaite, est mis en place le système Séré de Rivières dans le cadre duquel sont construites des fortifications pour défendre Paris. Au total, ce sont 18 forts, 5 redoutes et 34 batteries qui ont été construits entre 1874 et 1881.

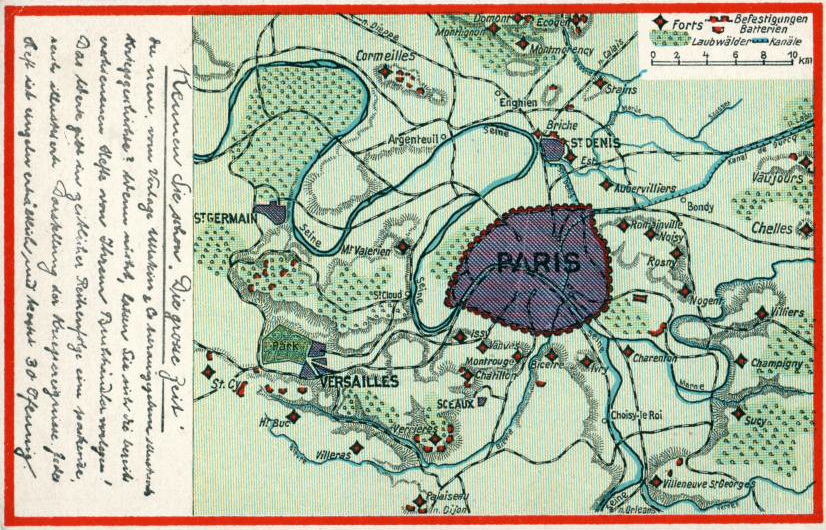
Carte postale allemande antérieure à la guerre de 1914-18, montrant l'ensemble du système défensif du camp retranché de Paris

C'est dans ce cadre que la batterie de Limeil est construite à proximité des villages de Limeil-Brévannes et de Valenton, dans le département de Seine-et-Oise.
La batterie de Limeil fait partie de la ceinture extérieure et d'un ensemble composé d'un fort, le fort de Villeneuve, avec deux ouvrages périphériques sur le plateau de Brie : la batterie de Château Gaillard (à Crosne) aujourd'hui détruite et la batterie de Limeil. Cet ensemble protégeait la rive droite de la Seine, près de l'embouchure de l'Yerres, et se prolongeait à quelques kilomètres avec le fort de Sucy.
La stratégie présidant aux critères d'implantation des forts, batteries et redoutes, était celle de feux croisés interdisant le passage de troupes adverses entre les différents ouvrages. Ces constructions, prétendues inexpugnables, étaient difficiles à repérer. Mais l'évolution des technologies militaires, avec l'invention de l'obus torpille et la mise au point des obus à mélinite, les fortifications en pierre devinrent obsolètes. Les forts et les batteries proches des frontières furent modifiés, pour tenir compte de ces évolutions. Par contre, les fortifications situées autour de Paris ne furent pas renforcées certainement par manque de moyens financiers.

### Utilisation par le Commissariat à l’énergie atomique
En 1952, la Direction des études et fabrications d'armement implante sa section Atomique sur le site de l'ancienne batterie de Limeil, qui prend officiellement le nom de Centre d'études de Limeil-Brévannes et Valenton, et s'étale sur 13 ha.
L’installation est rattachée au CEA en 1959 et plus précisément à la Direction des applications militaires (DAM). Dans un premier temps, les chercheurs étudient l’amorçage de la bombe.
Limeil était consacré essentiellement aux recherches théoriques sur les charges nucléaires et au développement des moyens théoriques et expérimentaux nécessaires à leurs études (lasers et ordinateurs).
En janvier 1966, lors d’une visite à Limeil, le Président de la République Charles de Gaulle confirme officiellement l'objectif de détenir la bombe H.
Au moyen de lasers, le centre étudiait les interactions laser-matière, et notamment la fusion par confinement inertiel par laser. Le centre travaillait avec de puissants ordinateurs et des lasers de grande puissance, comme la ligne laser Phébus, inaugurée en 1985 et précurseur du Laser Mégajoule.
En 1996, une restructuration importante de la DAM est amorcée. Le site de Limeil est appelé à fermer et au début de 1998 ne subsiste plus qu’une partie du département Laser qui assurera jusqu’en 1999 le programme prévu sur Phébus. Après Vaujours en décembre 1997, Limeil ferme fin 1999 et les installations expérimentales sont transférés au CESTA.
Directeurs du site
- Pierre Billaud : 1962 - 1966[7]
- Patrick Lascaux : 1992 - 1996

## École des pompiers de Paris
Après plusieurs années à l'abandon et d'utilisation comme squat, l'ancien centre du CEA est acquis par la brigade des sapeurs-pompiers de Paris (BSPP) en 2006. Le centre de formation et de logistique LVV (Limeil-Valenton-Villeneuve-Saint-Georges) est appelé à réunir sur un seul lieu les deux écoles du fort de Villeneuve-Saint-Georges (pour les recrues) et au fort de la Briche à Saint-Denis (pour l’encadrement).